# Berkleasmium nigroapicale
Berkleasmium nigroapicale är en svampart som beskrevs av Bussaban, Lumyong, P. Lumyong, McKenzie & K.D. Hyde 2001. Berkleasmium nigroapicale ingår i släktet Berkleasmium, ordningen Pleosporales, klassen Dothideomycetes, divisionen sporsäcksvampar och riket svampar.   Inga underarter finns listade i Catalogue of Life.